# Patrick Mtiliga
Patrick Mtiliga (Kopenhagen, 28 januari 1981) is een Deens voormalig betaald voetballer die bij voorkeur als linksback speelde. Mtiliga speelde van 1999 tot en met 2009 in Nederland voor achtereenvolgens Excelsior, Feyenoord en NAC Breda. In november 2008 debuteerde hij in het Deens voetbalelftal.

## Clubcarrière
Mtiligas loopbaan in het betaald voetbal begon in 1998 bij B93 Kopenhagen in zijn thuisland. Na dertien wedstrijden gespeeld te hebben in zijn eerste seizoen, volgde een transfer naar Nederland. Hij werd gekocht door Feyenoord, dat hem voor onbepaalde tijd stalde bij satellietclub en stadgenoot Excelsior. Mtiliga speelde 4,5 seizoen bij die club. In zijn eerste vier seizoenen ontwikkelde hij zich tot een vaste waarde bij Excelsior. In het seizoen 2003/04 begon hij als basisspeler. Halverwege het seizoen mocht hij de overstap naar Feyenoord maken. Daar sloot hij het seizoen af met elf wedstrijden op zijn naam, boven op de 23 wedstrijden die hij al met Excelsior speelde dat seizoen.
De daaropvolgende jaren ging het bergafwaarts met zijn loopbaan in Rotterdam. In zijn eerste volledige seizoen als Feyenoorder (2004/05) speelde hij elf wedstrijden in het eerste elftal. Het jaar daarop kwam hij helemaal niet in actie, mede door een zware blessure.
Op 14 augustus 2006 tekende Mtiliga een eenjarig contract bij NAC Breda, met een optie voor nog twee jaar. Deze optie werd gelicht en de Deen bleef zodoende drie jaar uitkomen voor NAC. Hoewel hij kon bijtekenen, liet hij dit aan zich voorbijgaan om te zien welke mogelijkheden er op zijn pad kwamen. Daarop tekende Mtiliga een tweejarig contract bij Málaga CF, dat op dat moment uitkwam in de Primera División.Hij raakte geblesseerd in zijn eerste competitiewedstrijd voor de club. In twee seizoenen speelde hij uiteindelijk 43 wedstrijden voor Málaga. Op 30 juni 2011 liep zijn contract af, en verliet hij de club.
Op 4 augustus 2011 werd bevestigd dat hij zou terugkeren naar Denemarken, na 13 jaar in het buitenland. Mtiliga tekende een contract voor twee seizoenen bij de Deense club FC Nordsjælland, dat uitkomt in de Deense Superligaen. Daar beëindigde hij eind 2017 zijn loopbaan.

## Nationaal team
Mtiliga debuteerde op 19 november 2008 tegen Wales in het Deense nationale team. Hij werd daarna anderhalf jaar niet meer geselecteerd, tot bondscoach Morten Olsen hem uitnodigde om mee te gaan naar het WK 2010. Daarop kwam hij niet in actie. Eerder speelde Mtiliga 37 wedstrijden in nationale jeugdselecties.

## Clubstatistieken
| seizoen                       | club            | duels | goals | competitie       |
| ----------------------------- | --------------- | ----- | ----- | ---------------- |
| 1998/99                       | B93 Kopenhagen  | 13    | 0     | Denemarken       |
| 1999/00                       | Excelsior       | 31    | 10    | Eerste divisie   |
| 2000/01                       | Excelsior       | 29    | 6     | Eerste divisie   |
| 2001/02                       | Excelsior       | 27    | 4     | Eerste divisie   |
| 2002/03                       | Excelsior       | 29    | 3     | Eredivisie       |
| 2003/04                       | Excelsior       | 23    | 5     | Eerste divisie   |
| 2003/04                       | Feyenoord       | 11    | 0     | Eredivisie       |
| 2004/05                       | Feyenoord       | 11    | 0     | Eredivisie       |
| 2005/06                       | Feyenoord       | 0     | 0     | Eredivisie       |
| 2006/07                       | NAC Breda       | 22    | 2     | Eredivisie       |
| 2007/08                       | NAC Breda       | 30    | 0     | Eredivisie       |
| 2008/09                       | NAC Breda       | 27    | 0     | Eredivisie       |
| 2009/10                       | Málaga CF       | 24    | 0     | Primera División |
| 2010/11                       | Málaga CF       | 12    | 0     | Primera División |
| 2011/12                       | FC Nordsjælland | 24    | 2     | Superligaen      |
| 2012/13                       | FC Nordsjælland | 26    | 2     | Superligaen      |
| 2013/14                       | FC Nordsjælland | 28    | 1     | Superligaen      |
| 2014/15                       | FC Nordsjælland | 26    | 0     | Superligaen      |
| 2015/16                       | FC Nordsjælland | 16    | 1     | Superligaen      |
| 2016/17                       | FC Nordsjælland | 15    | 0     | Superligaen      |
| 2017/18                       | FC Nordsjælland | 14    | 0     | Superligaen      |
| Totaal                        | Totaal          | 446   | 36    |                  |
| bijgewerkt op 10 januari 2018 |                 |       |       |                  |

## Erelijst
FC Nordsjælland
- Deens landskampioen

2012